# Microdalyella rochesteriana
Microdalyella rochesteriana är en plattmaskart. Microdalyella rochesteriana ingår i släktet Microdalyella och familjen Dalyelliidae. Inga underarter finns listade i Catalogue of Life.